# برايس دانيال
برايس دانيال (بالإنجليزية: Price Daniel)‏ هو محامي وقاضي وسياسي أمريكي، ولد في 10 أكتوبر 1910 بدايتون في الولايات المتحدة، وتوفي في 25 أغسطس 1988 بمقاطعة ليبيرتي في الولايات المتحدة. حزبياً، نشط في الحزب الديمقراطي. وقد انتخب حاكم ولاية تكساس (15 يناير 1957 – 15 يناير 1963) وانتخب عضو مجلس نواب تكساس وانتخب عضو مجلس الشيوخ الأمريكي.